# دارکوب کاکل‌دار
دارکوب کاکل‌دار (نام علمی: Dryocopus pileatus) گونه‌ای دارکوب بسیار بزرگ است که در آمریکای شمالی زندگی می‌کند.

## مشخصات
دارکوب‌های کاکل‌دار بالغ طولی بین ۴۰ تا ۴۹ سانتی‌متر و و وزنی بین ۲۵۰ تا ۳۵۰ گرم دارند. اکثراً پرهایشان سیاه‌رنگ بوده و تنها به هنگام پرواز است که بخش سفیدرنگ زیر بال‌هایشان نمایان می‌شود. این پرندگان تاجی قرمزرنگ بر روی سرشان دارند و خطی سفید تا به پایین کناره‌های گلویشان کشیده شده‌است. در پرندگان نر بالغ خطی قرمز از منقار تا گلویشان کشیده شده و بخش جلویی تاجشان نیز قرمزرنگ است در صورتی‌که این قسمت‌ها در پرندگان مادهٔ بالغ سیاه‌رنگ می‌باشد.
تنها پرندگان آمریکای شمالی که از نظر اندازه و رنگ‌بندی به دارکوب کاکل‌دار شباهت دارند دارکوب منقار عاجی و دارکوب امپریال هستند که زیستگاه اولی جنوب ایالات متحده آمریکا و کوبا بوده و زیستگاه دومی مکزیک است و چنین می‌نماید که هر دو پرنده - بر خلاف دارکوب کاکل‌دار - یا به شدت نادر هستند یا اینکه نسلشان منقرض شده باشد.

## پراکندگی و زیستگاه
مناطق جنگلی با درختان بزرگ کانادا، شرق ایالات متحده و بخش‌هایی از سواحل این کشور در اقیانوس آرام، زیستگاه و مکان‌های تولید مثل دارکوب کاکل‌دار را تشکیل می‌دهد. این پرنده معمولاً با حفر کردن سوراخی بزرگ در تنهٔ درختان مرده برای خود آشیانه‌ای جادار می‌سازد و اغلب همین عمل را در سال‌های بعد نیز تکرار می‌کند. این کار او سبب می‌شود تا زیستگاهی مناسب برای دیگر پرندگان حفره‌نشین نیز مهیا گردد.
دارکوب‌های کاکل‌دار معمولاً پرندگانی یکجاساکن بوده و دست به مهاجرت فصلی نمی‌زنند.

## تغذیه
حشرات، به ویژه لارو سوسکها و مورچه‌های نجار، غذای اصلی این پرندگان را تشکیل می‌دهد. آن‌ها در جستجوی حشرات سوراخ‌هایی بزرگ و تقریباً مستطیل‌شکل را در تنهٔ درختان ایجاد کرده و بدین وسیله آن‌ها را شکار می‌کنند. این پرنده همچنین از میوهها، ستهها و مغزها نیز تغذیه می‌کند.

## رفتارشناسی و تولید مثل
آوای دارکوب کاکل‌دار همچون خنده‌ای دیوانه‌وار است و صدای نوک‌زدنش به درختان گاه آنقدر بلند است که به نظر می‌رسد کسی دارد با چکش بر درخت می‌کوبد. این پرنده جنگل‌های قدیمی را برای زیستن ترجیح می‌دهد اما در عین حال به زندگی در پارک‌هایی با پوشش انبوه درختان نیز خو گرفته‌است.
دارکوب کاکل‌دار هرساله و در فصل تولید مثل با سوراخ کردن درختان لانه‌ای تازه برای خود می‌سازد تا جوجه‌هایش را در آن پرورش دهد. پرندهٔ نر در ماه آوریل، ساخت لانه را آغاز کرده و با آن پرندهٔ ماده را برای جفت‌گیری جذب می‌نماید. این دارکوب‌ها پس از تخم‌گذاری و پرورش جوجه‌هایشان لانه را ترک کرده و سال بعد نیز به آن مراجعت نخواهند نمود. این لانه-حفره‌های به حال خود رها شده نیز به نوبهٔ خود، خانه‌ای مناسب را در سال‌های آتی برای بسیاری از دیگر پرندگان جنگلی آوازخوان به‌وجود می‌آورند.

## نگارخانه

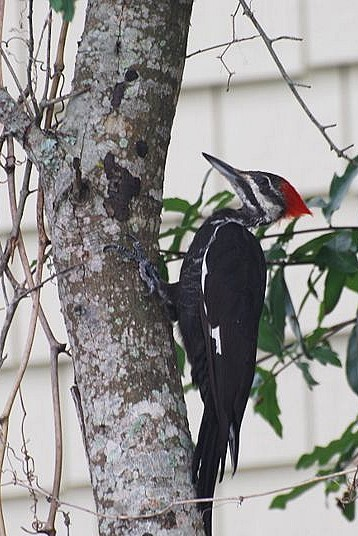
دارکوب کاکل‌دار ماده
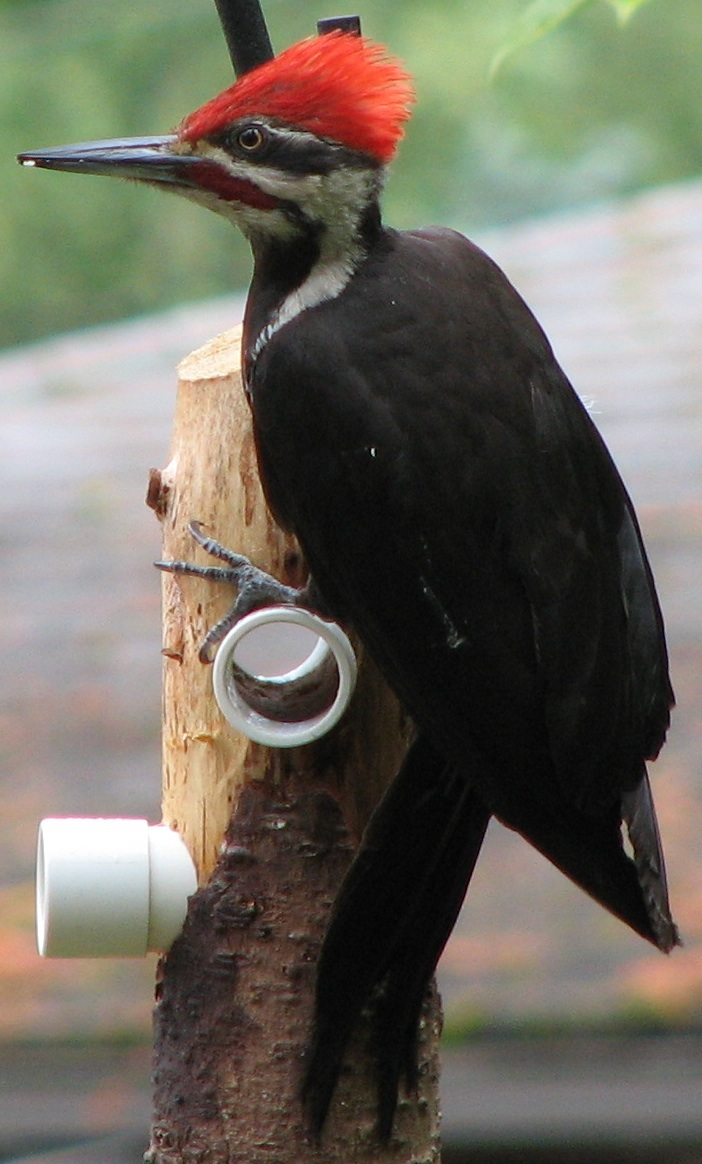
دارکوب کاکل‌دار نر
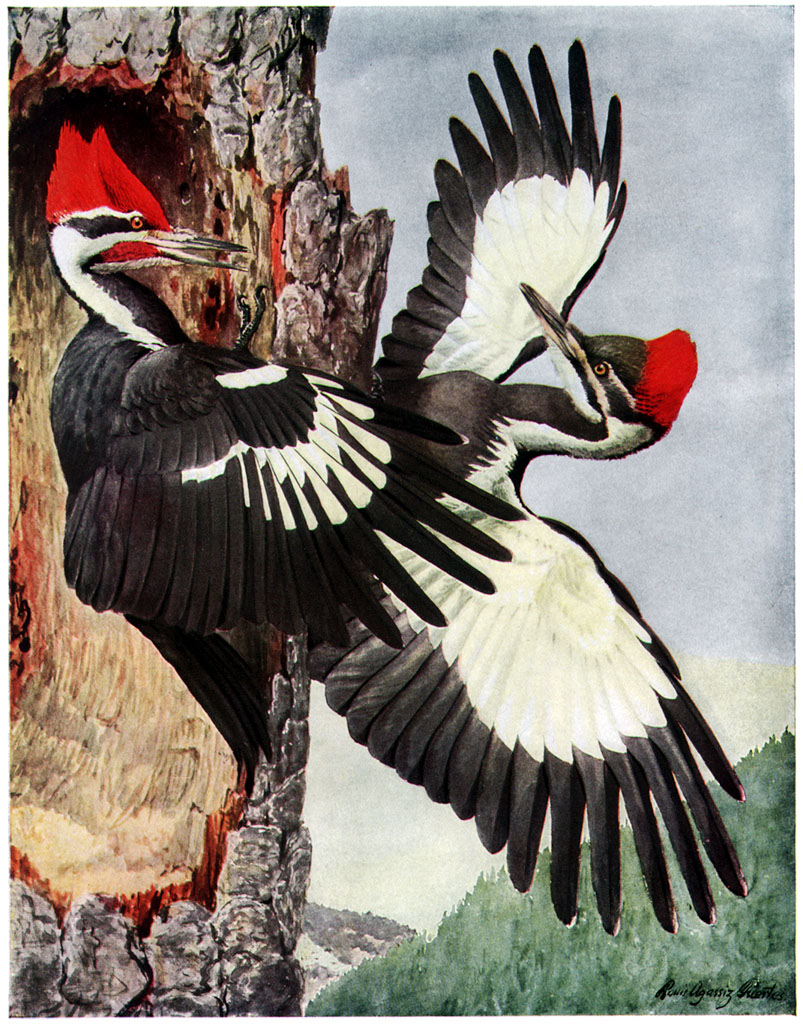
نقاشی آبرنگ از دارکوب کاکل‌دار نر (چپ) و ماده (راست)
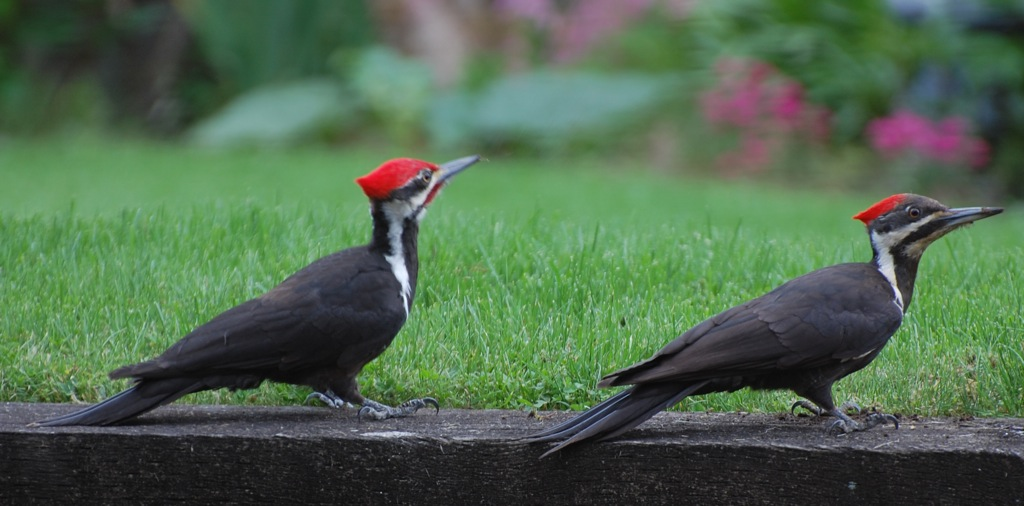
دارکوب‌های کاکل‌دار نر (چپ) و ماده (راست)